# Cà dầm tương
Cà dầm tương là món ăn truyền thống của người Việt ở miền Bắc. Đây là một trong hai món rau đặc thù và được ưa chuộng nhất, cùng với rau muống.

## Mô tả

### Nguyên liệu và chế biến
Cà trắng có kích thước to vừa phải, không quá non hoặc quá già; được hái vào ngày nắng để đảm bảo độ giòn. Cà được rửa sạch rồi phơi cho ráo nước. Sau đó ướp muối trong 20 ngày. Khi cà đã chua thì lấy ra ép nước rồi thả vào chum có tương, một năm sau là có thể ăn.
Tương trong chum là loại tương được ủ từ gạo nếp và bột ngô theo cách gia truyền, có mùi hương đặc trưng riêng. Gạo được ngâm trong nước 7 giờ rồi trộn với bột ngô để như vậy khoảng hơn một tiếng. Hỗn hợp này sau đó được ủ mốc ở nhiệt độ phòng khoảng 6 ngày sẽ có mùi thơm đặc trưng. Đỗ tương thì phải chọn loại mới, hạt mẩy tròn đều, rang vàng rồi xay nhỏ. Cuối cùng, trộn mốc với muối và đỗ ủ trong vài ngày. Khi tương ngấu, cà sẽ được cho vào dầm trong khoảng 3-4 tháng, để càng lâu vị càng đậm đà.
Trong thời gian ngâm cần thường xuyên kiểm tra và đảo tương để tránh tình trạng bị lắng và vón cục, đảm bảo cà phải luôn ngập trong tương. Món chỉ ngon khi được ủ trong chum đất và phơi nắng. Ngoài ra, món chỉ nên được đảo vào lúc sáng sớm để tránh nắng gắt nếu không tương sẽ dễ bị hỏng, chua, nổi váng. Món cà được xem là đạt chất lượng khi vớt ra rửa sạch vẫn giữ được màu vàng óng bên ngoài, bên trong hồng nhạt, thái miếng nhỏ không bị nát, khi ăn thấy giòn và hương vị đậm đà.

### Sử dụng và kinh tế
Khi ăn vớt cà ra, dùng dao thái từng miếng. Món dai giòn nhẹ, ban đầu có vị mặn đậm nhưng nuốt vào không thấy gắt mà có vị ngọt hậu.
Cà bát dầm tương là món ăn phù hợp với điều kiện kinh tế ngày xưa do rất mặn và để được rất lâu. Ngày nay, cà dầm tương có giá thành trung bình 25.000 đến 50.000 đồng/quả, loại ngâm lâu hơn giá sẽ đắt hơn.

### Biến thể khác
Cà pháo dầm tương thường được xem là món ăn ưa chuộng của người Việt theo đạo Phật. Món này được làm có vị mặn, chua ngọt, giòn, cay. Chúng được cắt đôi bỏ hạt, dầm với tương rồi đun trên chảo nóng. Món được dùng làm món thứ hai bữa sáng ngày thứ ba trong tuần thứ ba của tháng ăn chay.

## Ca dao
Món xuất hiện trong câu ca dao của người Việt miền Bắc:
| “ | Anh đi anh nhớ quê nhà Nhớ canh rau muống nhớ cà dầm tương | ” |

## Văn hóa miền Nam
Tuy là món được ưa chuộng ở miền Bắc nhưng cả cà dầm tương lẫn rau muống không được xem là "phong vị xóm làng" trong miền Nam. Miền Nam nhiều cá và dân cư ở đây thích ăn nước mắm hơn.

### Sách
- Đặng Nghiêm Vạn (2007). Văn hóa Việt Nam đa tộc người. Nhà xuất bản Giáo dục.
- Lê Văn Chưởng (2012). Những thành tố dân ca Việt Nam: trường hợp dân ca Huế. Nhà xuất bản Thời đại.
- Mai Khôi (2001). Văn hóa ẩm thực Việt Nam: các món ăn miền Trung. Nhà xuất bản Thanh niên.
- Nguyễn Như Ý (1999). Đại từ điển tiếng Việt. Nhà xuất bản Văn hóa thông tin.
- Nguyễn Phúc Liêm, Hà Giao (2012). Miếng ngon vùng đất võ. Nhà xuất bản Văn hóa thông tin.
- Nguyễn Quang Lê (2003). Văn hóa ẩm thực trong lễ hội truyền thống Việt Nam: khảo cứu phong tục và trí thức dân gian về cỗ, lễ vật trong lễ tết, lễ hội Việt Nam. Nhà xuất bản Văn hóa thông tin.
- Nguyễn Thị Minh Thái (2010). Đánh đường tìm hoa: chân dung văn học, và vấn đề văn chương-nghệ thuật. Nhà xuất bản Văn hóa-văn nghệ.
- Trần Ngọc Thêm (2001). Tìm về bản sắc văn hóa Việt Nam: cái nhìn hệ thống-loại hình. Nhà xuất bản TP. Hồ Chí Minh.
- Trung tâm khoa học xã hội và nhân văn quốc gia. Viện nghiên cứu văn hóa dân gian (2002). Thông báo vǎn hóa dân gian. Đại học quốc gia.
- Viện nghiên cứu văn hóa dân gian, Viện nghiên cứu văn hóa (2001). Thông báo vǎn hóa dân gian. Nhà xuất bản khoa học xã hội.
- Viện khoa học xã hội Việt Nam (2005). Bảo tồn, tôn tạo và xây dựng khu di tích lịch sử-văn hóa Đường Lâm. Nhà xuất bản Khoa học xã hội.
- Vương Xuân Tình (2004). Tập quán ăn uống của người Việt vùng Kinh Bắc. Nhà xuất bản Khoa học xã hội.